# Concattedrale di Mérida
La cattedrale di santa Maria Maggiore (in spagnolo: Santa Iglesia Concatedral Metropolitana de Santa María la Mayor) è il principale luogo di culto del comune di Mérida, in Spagna, concattedrale dell'arcidiocesi di Mérida-Badajoz.

## Storia
L'attuale tempio fu costruito sopra l'antica cattedrale di Santa Maria di Gerusalemme, sede dell'arcidiocesi visigota di Augusta Emerita. Nel 1994, con la bolla di papa Giovanni Paolo II, è stata elevata a concattedrale dell'arcidiocesi di Mérida-Badajoz.

## Arte

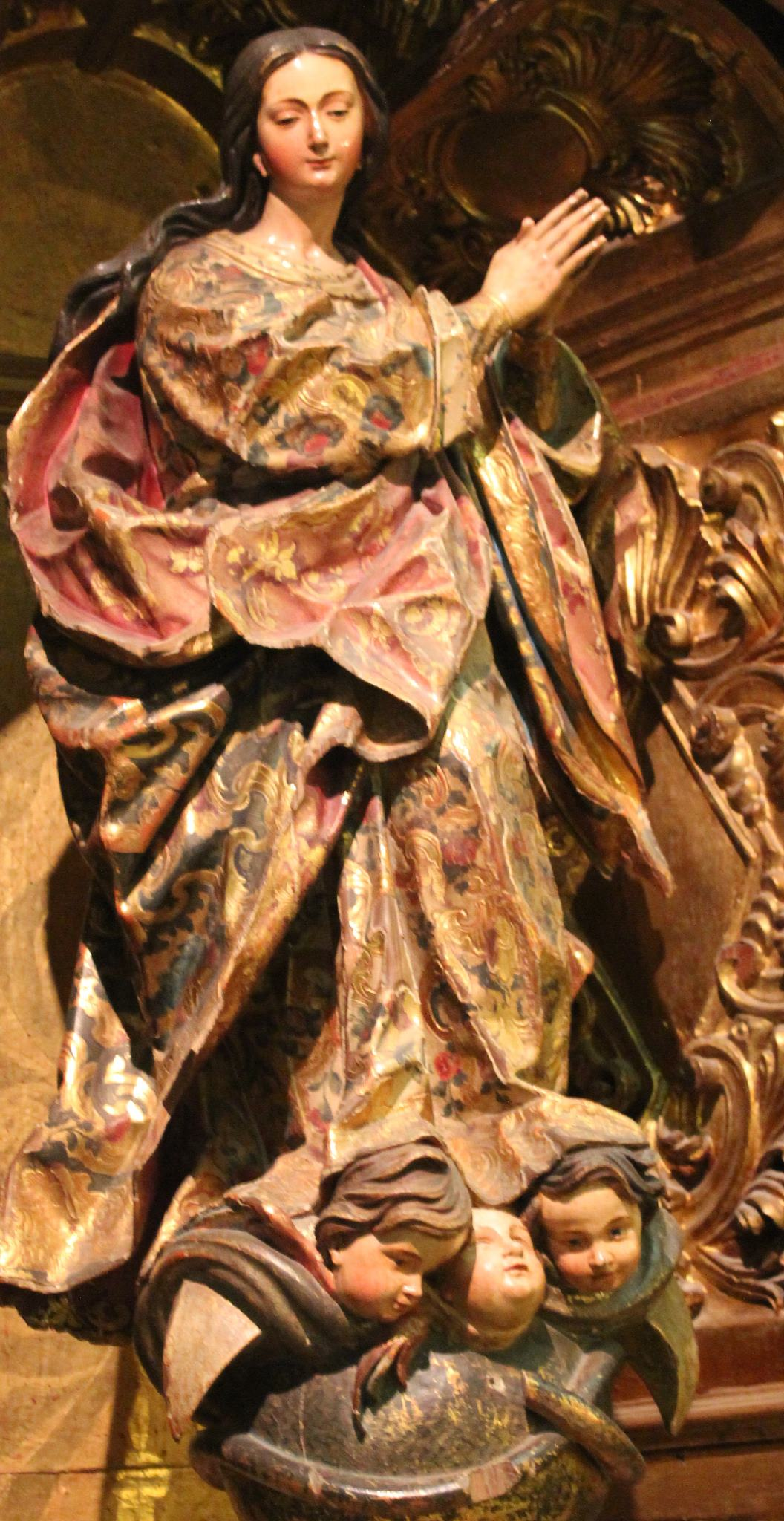
Immagine barocca di Maria Immacolata

L'edificio presenta forma rettangolare ed è suddiviso in tre navate da pilastri con pianta quadrata. La navata centrale è ampia all'incirca il doppio di quelle laterali. All'interno della cattedrale sono presenti opere d'arte di pregevole valore, come il Cristo della O e l'Immacolata concezione.